# Alessandro D'Ambrosi
Alessandro D'Ambrosi (Roma, 23 maggio 1984) è un attore e regista italiano.

## Biografia
Nel 2016 ha diretto, in collaborazione con Santa De Santis, Buffet, candidato al Globo d'oro come miglior cortometraggio.
Dal 2018 è protagonista con Beatrice Arnera della serie TV Fox Romolo + Giuly: La guerra mondiale italiana.
Nel 2021 entra nel cast della soap opera Un posto al sole, nel ruolo di Giancarlo Todisco, direttore di banca e cliente del Caffè Vulcano, nonché nuovo fidanzato di Silvia Graziani.

## Filmografia

### Attore

#### Cinema
- Stare fuori, regia di Fabiomassimo Lozzi (2008)
- Rosso di Sara, regia di Alessandro Marinelli - cortometraggio (2009)
- L'ultima estate, regia di Eleonora Giorgi (2009)
- Paranormal Stories, vari registi (2011)
- Janara, regia di Roberto Bontà Polito (2015)
- Voler essere felice ad ogni costo, regia di Michele Bertini Malgarini - cortometraggio (2019)

#### Televisione
- Interno 4, regia di David Bellini - film TV (2008)
- I Cesaroni – serie TV, episodio 3x04 (2009)
- Un medico in famiglia - serie TV, 7 episodi (2009-2014)
- L'amore al tempo del precariato - serie TV, 5 episodi (2016)
- Romolo + Giuly: La guerra mondiale italiana - serie TV, 18 episodi (2018-2019)
- Un posto al sole - soap opera (2021-2024)

### Regista
- Nostos, regia di Alessandro D'Ambrosi e Santa De Santis - cortometraggio (2011)
- Buffet, regia di Alessandro D'Ambrosi e Santa De Santis - cortometraggio (2016)[1]

### Sceneggiatore
- Rosso di Sara, regia di Alessandro Marinelli - cortometraggio (2009)
- Nostos, regia di Alessandro D'Ambrosi e Santa De Santis - cortometraggio (2011)
- Buffet, regia di Alessandro D'Ambrosi e Santa De Santis - cortometraggio (2016)